# Пригороднє (Славський район)
Пригороднє (рос. Пригородное) — селище Славського району, Калінінградської області Росії. Входить до складу Славського міського поселення.
Населення — 116 осіб (2015 рік).

## Населення
| 2002 | 2010 |
| ---- | ---- |
| 136  | ↘116 |